# Les Eucalyptus
Les Eucalyptus (în arabă الكليتوس) este o comună din provincia Alger, Algeria.
Populația comunei este de 116.107 locuitori (2008).